# Monfaucon (Altos Pirenéus)
Monfaucon é uma comuna francesa na região administrativa de Occitânia, no departamento dos Altos Pirenéus. Estende-se por uma área de 10,38 km². Em 2010 a comuna tinha 215 habitantes (densidade: 20,7 hab./km²).